# Matthias Kessler
Matthias Kessler (Nuremberg, Baviera, 16 de maig de 1979) és un ciclista alemany, que fou professional entre el 2000 i el 2006. Al seu palmarès destaca, per damunt de totes, la victòria a una etapa del Tour de França de 2006. També va obtenir places d'honor a diferents clàssiques ardeneses i fou gregari d'Andreas Kloden.
L'abril de 2007, donà positiu per testosterona abans de la Fletxa Valona, en la qual quedà quart. L'anunci d'aquest resultat el 27 de juny portà l'equip Astana Qazaqstan Team a suspendre'l temporalment, i finalment el 13 de juliol a acomiadar-lo en confirmar-se el positiu. El gener de 2008 fou sancionat amb dos anys a comptar a partir del 27 de juliol de 2007
i se'l desqualificà de la Fletxa Valona. En acabar la suspensió no va trobar equip. El 14 de gener de 2010 va patir una greu caiguda mentre s'entrenava que li provocà una lesió al cap.

## Palmarès
- 1999
  -  Campió d'Alemanya sub-23
- 2003
  - 1r al Gran Premi Miguel Indurain
  - 1r a la LuK Cup
- 2004
  - 1r al Gran Premi Miguel Indurain
- 2006
  - Vencedor d'una etapa del Tour de França

### Resultats al Giro d'Itàlia
- 2001. 23è de la classificació general
- 2002. 25è de la classificació general
- 2005. 25è de la classificació general
- 2006. 72è de la classificació general

### Resultats al Tour de França
- 2003. 49è de la classificació general
- 2004. Abandona (11a etapa)
- 2005. 57è de la classificació general
- 2006. 54è de la classificació general. Vencedor d'una etapa

### Resultats a la Volta a Espanya
- 2000. 102è de la classificació general
- 2002. 47è de la classificació general